# Migration (Zachary Richard)
| Recensione | Giudizio |
| ---------- | -------- |
| AllMusic   |          |

Migration è un album di Zachary Richard, pubblicato dalla CBS Records nel 1978. Il disco fu registrato allo Studio Tempo di Montréal (Canada) nel 1978.

## Tracce
Lato A
1. L'arbre est dans ses feuilles – 3:31 (Brano tradizionale, arrangiamento Zachary Richard)
2. Migration – 6:16 (Zachary Richard)
3. Son premier bal – 4:33 (Zachary Richard)
4. Comme une oiseaue – 3:28 (Zachary Richard)
5. Comme deux loups – 4:15 (Zachary Richard)

Lato B
1. Les ailes des hirondelles – 2:50 (Zachary Richard)
2. La ballade de Jackie Vautour – 6:19 (Zachary Richard)
3. La ballade de Beausoleil – 9:29 (Zachary Richard)
4. La berceuse créole – 3:30 (Zachary Richard)

## Musicisti
- Zachary Richard - chitarra acustica, pianoforte, voce
- Bruce MacDonald - chitarra elettrica, chitarra ritmica
- Dana Pierre Breaux - chitarra elettrica, chitarra ritmica
- Roy Harrington - chitarra elettrica, chitarra ritmica
- Richard Beaudet - sassofono
- Jeff Fisher - sintetizzatore
- Michel Dion - basso
- Ronny Domingue - basso
- Denis Farmer - batteria
- Kenneth Blevins - batteria
- Michel Seguin - percussioni, tambourine
- Alma Fay Brooks - accompagnamento vocale
- Judi Ricahrds - accompagnamento vocale
- Laurie Niedzielski - accompagnamento vocale
- Roy Harrington - accompagnamento vocale